# 許樹昌
許樹昌，BBS，JP（1961年—），香港傳染病學者，現任香港中文大學內科及藥物治療學系系主任。

## 背景
許樹昌早年在九龍彩虹邨長大，有1兄1姊1弟。他於1978年畢業於聖保羅書院中五年級，繼而於原校升讀中六預科。適逢當時澳洲政府推行「Colombo Plan」，以資助亞洲學生到當地免費升學，他於是考獲獎學金，並且轉到澳洲升讀第12年級。畢業後在新南威爾斯大學完成5年醫科學位，1985年正式行醫。
2003年香港爆發沙士事件期間，當時許樹昌擔任威爾斯親王醫院內科呼吸科的主管，參與沙士病人的治療、研究和復康等工作。

### 2019冠狀病毒病
2020年2019冠状病毒病疫情期間，許連同梁卓偉及袁國勇共同為政府提供防疫策略和措施。同年9月政府推行全民檢測；許認為若最終只有百多萬人參與檢測，未必代表足夠。 12月23日，許認為英國變種病毒只是少量基因變種，不影響疫苗功效。

#### 反對蒸口罩
蔣麗芸於2020年1月29日在個人Facebook專頁貼了一條來自廣州廣播電視台的片段，提議市民可以蒸口罩消毒。許表示：蒸口罩或紫外光消毒的方式並不可行，他強調外科口罩用過數小時後就要棄置，高溫消毒反而會破壞口罩的三層結構。何栢良舉例指在2003年沙士爆發期間，就有醫護人員因為重覆使用口罩而受到感染。

#### 美國史丹福大學「全球前2%頂尖科學家2021」在呼吸學科位居全球第二名
據《星島日報》2022年1月29日報道: 美國斯坦福大學早前公布「全球前2%頂尖科學家2021」名單，涵蓋理、工、醫學科不同研究領域的科學家，其中，在呼吸學科全球排名中，許樹昌位居全球第二名。該名單是根據一個學術文章數據庫，按總引用量、文章數目等評分。 許樹昌接受記者訪問時指：「我感到非常光榮，也有一些意外。因為我主要做臨床研究，一般不及基礎科學般容易取得大量撥款，在有限的研究資源下，我們透過臨床研究，解答醫學上實際及急切的問題，尤其在新冠疫情之時，可以作出有用建議，我和團隊都感到非常欣喜。」

## 榮譽
- 英國皇家內科醫學院院士 MRCP (UK) 1991
- 澳洲皇家內科醫學院榮授院士 FRACP 1994
- 香港內科醫學院院士 FHKCP 1998
- 香港醫學專科學院院士 (內科) FHKAM (Medicine) 1998
- 英國倫敦皇家內科醫學院榮授院士 FRCP (Lond) 2002
- 英國格拉斯哥皇家內外科醫學院內科榮授院士 FRCP (Glasg) 2002
- 英國愛丁堡皇家內科醫學院榮授院士 (FRCP (Edin)) 2002
- 銅紫荊星章 (BBS) 2017

## 家庭
許樹昌的胞兄是工程師，胞姊從事資訊科技，兄姊一直留在澳洲發展。胞弟是香港大學電機電子工程系講座教授許樹源。許樹昌在澳洲讀完醫學課程後，1998年和弟弟一起回流香港發展。

## 外部連結
- 醫德網-許樹昌醫生（页面存档备份，存于）
- 中大專家名錄（页面存档备份，存于）
- 中大醫學院-醫學院管治架構